# Charles-Antoine de la Roche-Aymon
Charles-Antoine de la Roche-Aymon, francoski rimskokatoliški duhovnik, škof in kardinal, * 17. februar 1697, Mainsat, Francija, † 27. oktober 1777, Pariz, Francija.

## Življenjepis
1. junija 1725 je bil imenovan za pomožnega škofa Limogesa in za naslovnega škofa Sarepta; 5. avgusta istega leta je prejel škofovsko posvečenje.
27. decembra 1729 je bil imenovan za škofa Tarbesa (potrjen je bil 2. oktobra 1730), 10. januarja 1740 za nadškofa Toulousa (potrjen je bil 11. novembra istega leta), 2. oktobra 1752 za nadškofa Narbonna (potrjen je bil 18. decembra istega leta) in 5. decembra 1762 za nadškofa Reimsa (potrjen je bil 24. januarja 1763).
16. decembra 1771 je bil povzdignjen v kardinala.